# Andrzej Polkowski (aktor)

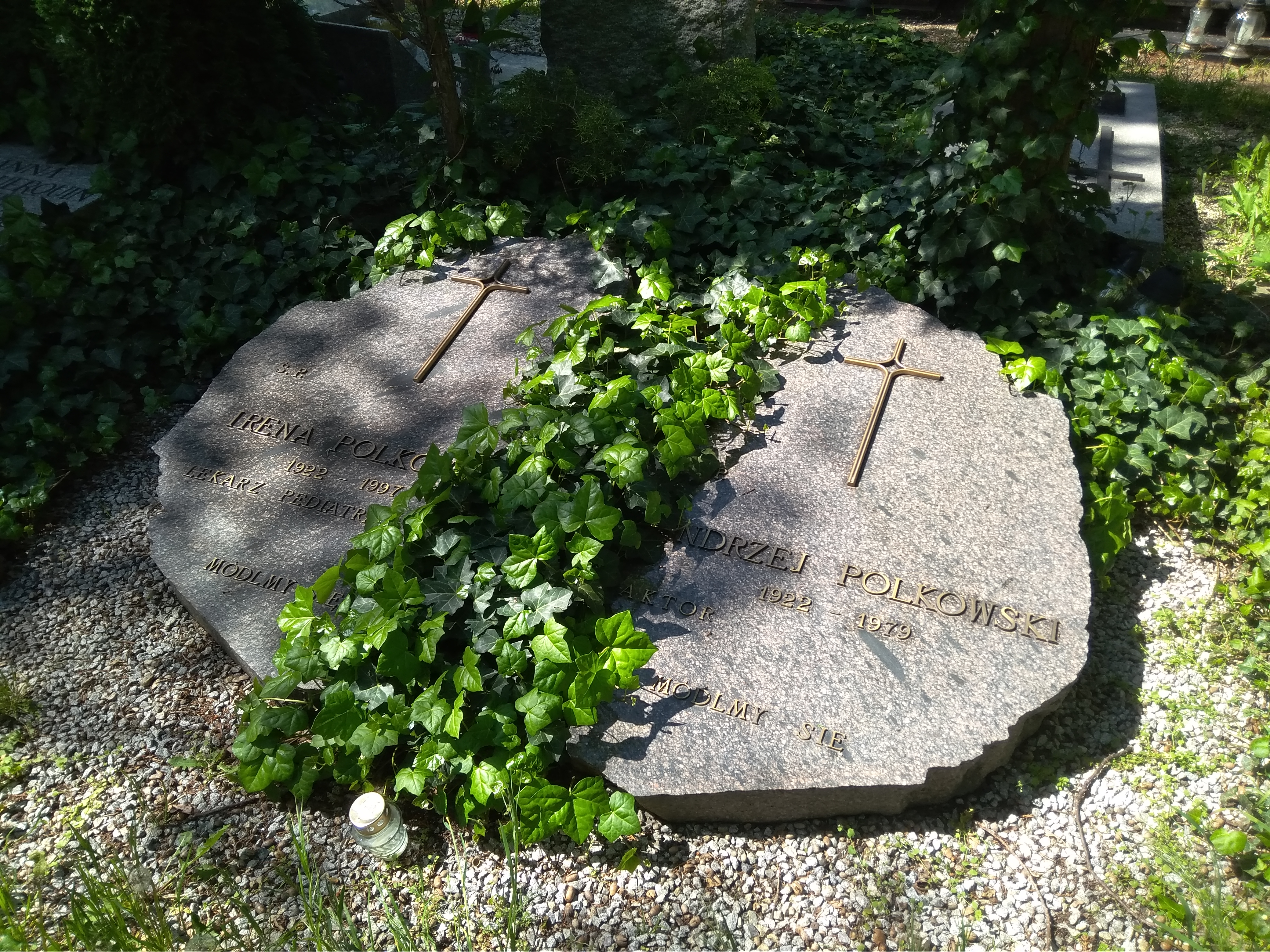
Grób Andrzeja Polkowskiego na Cmentarzu Świętej Rodziny we Wrocławiu (sektor 11, rząd 6)

Andrzej Polkowski (ur. 23 listopada 1922 w Kaliszu, zm. 30 listopada 1979 we Wrocławiu) – polski aktor teatralny, filmowy i telewizyjny, pedagog.

## Życiorys
Urodził się 23 listopada 1922 w Kaliszu. W 1949 ukończył studia na Wydziale Aktorskim Państwowej Wyższej Szkoły Aktorskiej w Warszawie. Jako aktor zadebiutował 29 października 1949 rolą Jurysia w Niemcach Leona Kruczkowskiego w reż. Maryny Broniewskiej na deskach Teatru Kameralnego we Wrocławiu. Do końca życia należał do zespołu wrocławskiego Teatru Polskiego.
Pracował również jako pedagog, był wykładowcą w Studium Aktorskim przy Teatrze Polskim i filii krakowskiej PWST we Wrocławiu. Grał w filmie, głównie role drugoplanowe i epizodyczne.
Występował również w Teatrze Telewizji, m.in. w spektaklach: Zemsta Aleksandra Fredry w reż. Jerzego Krasowskiego jako rejent Milczek (1968), Ostatnia wola Aleksandra Fredry w reż. Haliny Dzieduszyckiej jako Stanisław Zielski (1968), Protesilas i Laodamia Stanisława Wyspiańskiego w reż. Henryka Tomaszewskiego (1969), Don Juan Moliera w reż. Jerzego Krasowskiego (1970) oraz w Orfeuszu Anny Świrszczyńskiej w reż. Krystyny Skuszanki jako Pluto (1971), Romulusie Wielkim Friedricha Dürrenmatta w reż. Jerzego Krasowskiego jako Achilles (1972), Miłości i próżności Franciszka Ksawerego Godebskiego w reż. Jana Bratkowskiego jako starosta (1973) i w przedstawieniu Zabawa jak nigdy Williama Saroyana w reż. Wiesława Wodeckiego (1973).

## Filmografia
- Zaczarowany rower (1955)
- Decyzja (1960)
- Krzyżacy (1960) – brat Gotfryd
- Jak być kochaną (1962)
- Agnieszka 46 (1964)
- Giuseppe w Warszawie (1964) – partyzant
- Rękopis znaleziony w Saragossie (1964) – Chico, brat Zota
- Cała naprzód (1966)
- Fatalista (1967)
- Stawka większa niż życie (serial telewizyjny) (1968) – „Hugon”, szef maquis (odc. 11. Hasło)
- Meta (1971)
- Skazany (1976) – lekarz
- Znaki szczególne (serial telewizyjny) (1976) – towarzysz z komitetu (odc. 4. Szantaż)
- Indeks. Życie i twórczość Józefa M. (1977) – ojciec Marii
- Życie na gorąco (serial telewizyjny) (1978) – profesor Gustaw Lannert (odc. 9. Bolzano)
- ...Gdziekolwiek jesteś panie prezydencie... (1978) – doktor Stefan, przyjaciel Stefana Starzyńskiego
- Kung-fu (1979) – ojciec Zygmunta
- Śnić we śnie (1979) – pracownik kostnicy
- Wolne chwile (1979) – podróżny

## Odznaczenia, nagrody i wyróżnienia
- Złoty Krzyż Zasługi (1976)
- Srebrny Krzyż Zasługi (1970)
- Odznaka Budowniczego Wrocławia (1965)
- Nagroda Artystyczna Miasta Wrocławia (1962)
- Nagroda II stopnia na XV Festiwalu Polskich Sztuk Współczesnych we Wrocławiu za rolę Kosteckiego w przedstawieniu Popiół i diament według Jerzego Andrzejewskiego w Teatrze Polskim we Wrocławiu (1974)